# Dąbrowa (gmina Bisztynek)
Dąbrowa (niem. Damerau) – wieś w Polsce położona w województwie warmińsko-mazurskim, w powiecie bartoszyckim, w gminie Bisztynek.
W latach 1975–1998 miejscowość należała administracyjnie do województwa olsztyńskiego.